# ダニエル・ロッシ・シルバ
ダニエル・ロッシ・シルバ（Daniel Rossi Silva、1981年1月4日 - ）は、ブラジル出身の元プロサッカー選手。現役時代のポジションはミッドフィールダー、サイドバック。

## 経歴
1996年にサンパウロFCでキャリアをスタート。2000年7月に川崎フロンターレに加入し、シーズン終了までプレー。通算成績は8試合1得点。川崎退団後はブラジルのクラブを転々とした。
2007年にチェコのSKシグマ・オロモウツに移籍し、主力として活躍すると2011-2012シーズンにはポハール・チェスケー・ポシュスティやチェスケー・スーペルポハールの獲得に貢献。2013年シーズンからFKバウミト・ヤブロネツに移籍し、ここでも2つのカップの個人2連覇を達成。

## 個人成績
| 国内大会個人成績 | 国内大会個人成績 | 国内大会個人成績 | 国内大会個人成績 | 国内大会個人成績 | 国内大会個人成績 | 国内大会個人成績 | 国内大会個人成績 | 国内大会個人成績 | 国内大会個人成績 | 国内大会個人成績 | 国内大会個人成績 |
| 年度             | クラブ           | 背番号           | リーグ           | リーグ戦         | リーグ戦         | リーグ杯         | リーグ杯         | オープン杯       | オープン杯       | 期間通算         | 期間通算         |
| 年度             | クラブ           | 背番号           | リーグ           | 出場             | 得点             | 出場             | 得点             | 出場             | 得点             | 出場             | 得点             |
| 日本             | 日本             | 日本             | 日本             | リーグ戦         | リーグ戦         | リーグ杯         | リーグ杯         | 天皇杯           | 天皇杯           | 期間通算         | 期間通算         |
| ---------------- | ---------------- | ---------------- | ---------------- | ---------------- | ---------------- | ---------------- | ---------------- | ---------------- | ---------------- | ---------------- | ---------------- |
| 2000             | 川崎             | 36               | J1               | 8                | 1                | 5                | 0                |                  |                  |                  |                  |
| 通算             | 日本             | 日本             | J1               | 8                | 1                | 5                | 0                |                  |                  |                  |                  |
| 総通算           | 総通算           | 総通算           | 総通算           | 8                | 1                | 5                | 0                |                  |                  |                  |                  |

## タイトル
SKシグマ・オロモウツ
- 2011-2012 ポハール・チェスケー・ポシュスティ
- 2012 チェスケー・スーペルポハール

FKバウミト・ヤブロネツ
- 2012-2013 ポハール・チェスケー・ポシュスティ
- 2013 チェスケー・スーペルポハール